# HyNor
Le projet HyNor était un projet soutenu au niveau national dont le but était de faciliter et de coordonner l'introduction de l'hydrogène comme carburant en Norvège, de 2003 à 2012. En vue de l'introduction commerciale des véhicules à hydrogène en 2015, le projet HyNor s'est concentré sur l'acquisition d'une flotte précommerciale de véhicules à hydrogène et sur le maintien d'un dialogue étroit avec les principaux constructeurs automobiles et d'autres initiatives similaires dans les pays nordiques et dans le monde.

## Histoire
Le projet HyNor a commencé comme un projet d'autoroute à l'hydrogène en Norvège. Il a été lancé par de grands acteurs industriels tels que Statoil et Norsk Hydro en 2003 dans le but d'une démonstration réaliste du marché des stations de ravitaillement en hydrogène, ainsi que des véhicules à hydrogène. Plusieurs stations de ravitaillement en hydrogène ont été construites le long des 580 kilomètres route d'Oslo à Stavanger. La première station de ravitaillement en hydrogène de Norvège a été ouverte en 2006 près de Stavanger, la seconde à Porsgrunn en 2007, et deux stations ont été ouvertes à Oslo et Lier en 2009. Des stations d'hydrogène étaient également prévues à Bergen et Lyngdal, mais ces projets n'ont jamais été réalisés.
L'ouverture officielle du projet d'autoroute à hydrogène HyNor a eu lieu le 11 mai 2009 à Oslo, et la plupart des stations, à l'exception de celle de Stavanger, sont toujours en service aujourd'hui. L'infrastructure fait partie du Scandinavian hydrogen highway partnership.
En octobre 2011, Statoil a annoncé vouloir fermer les stations de ravitaillement en hydrogène de Stavanger, Porsgrunn, Drammen et Oslo après 2012. Une nouvelle société, HyOP, a été créée pour reprendre la propriété et l'exploitation des stations, et ce depuis mai 2012.
En juin 2012, une nouvelle station de ravitaillement a été ouverte à Akershus EnergiPark à Skedsmo.
Les investissements dans la technologie de l'hydrogène se sont poursuivis. En 2017, le comté d'Akershus a mis de côté 19,5 millions de couronnes pour investir dans la poursuite du programme de bus à hydrogène jusqu'en 2019.
En décembre 2020, le centre de test de la pile à combustible et de la technologie de l'hydrogène Hynor d'IFE était situé à Kjeller.

## Véhicules
Le projet HyNor a testé plusieurs véhicules à hydrogène différents :
- 15 véhicules à moteur à combustion interne à hydrogène Toyota Prius modernisés (2007-2012)
- 4 véhicules à double carburant hydrogène/essence Mazda RX-8 Hydrogen RE (2009-2012)
- 10 Mercedes-Benz Classe B F-CELL (2011–2014)
- 5 voitures à hydrogène Th!nk City
- 2 Hyundai ix35 FCEV

## Réseau de stations actuel
- Stavanger - H2 issu du reformage du gaz naturel (vaporeformage), HCNG 8%, à 350 et 700 Bar (arrêté en novembre 2011).
- Porsgrunn - H2 sous-produit de la production de chlore, ravitaillement 700 bar.
- Drammen - Hydrogène transporté par camion, ravitaillement en carburant à 700 bars (arrêt en 2015 et transfert à l'aéroport d'Oslo Gardermoen)[7].
- Oslo - Hydrogène transporté par camion, ravitaillement en carburant à 700 bars.
- Oslo - Gaustad - Electrolyse sur site (10 Nm3/h), ravitaillement 700 bar.
- Oslo - Rosenholm - Electrolyse sur site (2x60 Nm3/h), ravitaillement 350 bar (station de recharge de bus uniquement).
- Lillestrøm - H2 à partir de biogaz, par reformage du méthane et électrolyse solaire, ravitaillement à 700 bars[8],[9].